# Tsedevsürengiin Mönkhzayaa
Tsedevsürengiin Mönkhzayaa (13 giugno 1986) è una judoka mongola.
Ha partecipato ai Giochi di Londra 2012 e di Rio de Janeiro 2016, gareggiando nella categoria dei 63 kg.
Ha vinto 1 bronzo ai Campionati mondiali del 2015.